# Rebecca Enonchong

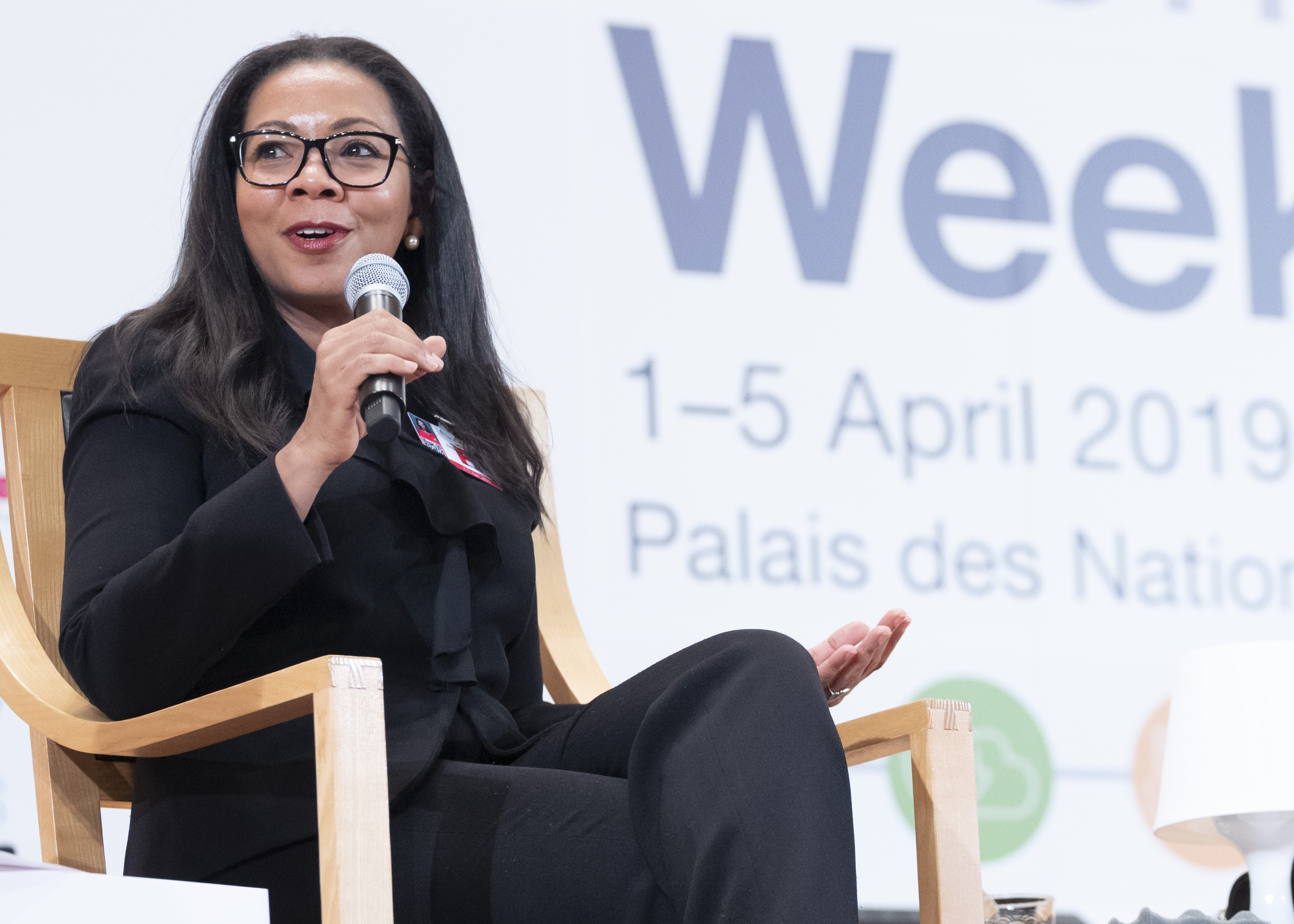
Rebecca Enonchong (2019)

Rebecca Enonchong (geb. 1967 im Kamerun) ist eine Technologieunternehmerin, Gründerin und CEO von AppsTech. Sie ist bekannt für ihre Arbeit zur Förderung der Technologie in Afrika. Enonchong erhielt verschiedene Auszeichnungen von Organisationen wie dem World Economic Forum. Forbes hat sie als eine der 10 weiblichen Tech-Gründerinnen aufgeführt, die es 2014 in Afrika zu sehen gab.

## Früheres Leben und Ausbildung
Enonchong wurde 1967 im Kamerun geboren. Ihr Vater war Henry Ndifor Abi Enonchong, ein bekannter Rechtsanwalt in Kamerun. Als Teenager zog Enonchong mit ihrer Familie in die USA. Während ihres Studiums begann sie im Alter von 15 Jahren, Zeitungsabonnements von Haus zu Haus zu verkaufen. Später wurde sie im Alter von 17 Jahren dort Managerin. Enonchong besuchte die Catholic University of America, wo sie einen Bachelor of Science und einen Master of Science in Wirtschaftswissenschaften abschloss.

## Karriere
Nach Abschluss ihrer Ausbildung arbeitete Enonchong für eine Reihe von Organisationen, darunter die Interamerikanische Entwicklungsbank (IaDB) und die Oracle Corporation. 1999 gründete Enonchong das Unternehmen AppsTech, eine in Bethesda, Maryland, ansässigen globalen Anbieter von Unternehmensanwendungslösungen. AppsTech ist ein Oracle Platinum-Partner und hat Kunden in über 40 Ländern. AppsTech eröffnete Büros in mehreren Ländern, darunter in Enonchongs Heimat Kamerun. Sie beschreibt die Erfahrung als schwierig und führte zur Schließung von AppsTech-Tochtergesellschaften.

## Auszeichnungen
- Im Jahr 2002 ernannte das Weltwirtschaftsforum von Davos Enonchong zusammen mit anderen Technologieunternehmern wie Google-Mitbegründer Larry Page und Salesforce.com-CEO Marc Benioff zum Global Leader for Tomorrow (GLT). 2013 wurde Enonchong als Finalist für den African Digital Woman Award ausgezeichnet.
- Im März 2014 wurde sie von Forbes als eine der „10 weiblichen Tech-Gründerinnen, die man in Afrika beobachten sollte“ gelistet. Enonchong ist mit über 30.000 Followern auch als eine der bekanntesten Quellen für afrikanische Tech-Nachrichten auf Twitter bekannt geworden. Ihr Name, @Africatechie, ist in IT-Kreisen ein Spitzname für Enonchong geworden.
- 2020 wurde sie von Forbes als eine der „50 mächtigsten Frauen Afrikas“ gelistet.[7]